# Karabin maszynowy ZB vz. 52
Ręczny karabin maszynowy ZB vz. 52 (cz. Lehky Kulomet ZB vzor 52) – czechosłowacki karabin maszynowy.

## Historia konstrukcji
Karabin maszynowy ZB vz. 52 został skonstruowany w 1952 roku w czechosłowackich zakładach zbrojeniowych Zbrojovka Brno i był kontynuacją przedwojennych konstrukcji tych zakładów ZB vz. 26, ZB vz. 27, ZB vz. 50.
Broń przystosowana była do czechosłowackiego naboju pośredniego 7,62 × 45 mm wz. 52, specjalnie skonstruowanego dla tego rodzaju karabinu maszynowego.
W związku z unifikacją broni i amunicji w wojskach państw należący do Układu Warszawskiego w 1957 roku karabin maszynowy ZB vz. 52 został przystosowany do radzieckiego naboju 7,62 × 39 mm, tak zmodyfikowana wersja otrzymała oznaczenie ZB vz. 52/57.
Broń ta używana była wyłącznie w armii Czechosłowacji, a od początku lat sześćdziesiątych XX wieku była systematycznie wycofywana z użycia i zastępowana przez uniwersalny karabin maszynowy ZB vz. 59.

## Konstrukcja
Ręczny karabin maszynowy ZB vz. 52 działa na zasadzie odprowadzania gazów prochowych z przewodu lufy i wyposażony był w czterodrogowy regulator gazowy.
Zasilany był z taśmy lub z magazynków.